# 花尾汤鲤
花尾汤鲤（学名：Kuhlia mugil）为輻鰭魚綱鱸形目汤鲤科汤鲤属的鱼类，俗名银汤鲤、鲻形汤鲤，又名国旗仔、美人鱼、花尾、乌尾冬仔。分布于台湾岛以及中国南海等海域。该物种的模式产地在塔希提岛。

## 特徵
本魚吻長，上頷骨向後達瞳孔之前緣下方，體青色，下半部銀色，尾鰭上下葉各有2條黑色帶與鰭條相直交，中間另有1縱帶，各鰭淡黃色，體長可達30公分。

## 生態
棲息在沿海礁岩區，成群活動，以小魚、甲殼類等為食。

## 經濟利用
為味美的食用魚，每年2-4月為盛產期，亦可作為觀賞魚。

## 扩展阅读
維基物種上的相關：花尾汤鲤